# Hamilton Gardens Waterfall
Der Hamilton Gardens Waterfall ist ein Wasserfall in der Stadt Hamilton, dem Verwaltungszentrum der Region Waikato auf der Nordinsel Neuseelands. Er liegt in der Parkanlage der Hamilton Gardens und stürzt über eine 4 Meter hohe Stufe in den Turtle Lake.
Die Hamilton Gardens liegen direkt am New Zealand State Highway 1 im Süden der Stadt und grenzen an den Waikato River. Vom Besucherparkplatz am Gate 1 führt ein beschilderter Weg in fünf Gehminuten zum Wasserfall.